# Theocolax bakeri
Theocolax bakeri är en stekelart som först beskrevs av Crawford 1915.  Theocolax bakeri ingår i släktet Theocolax och familjen puppglanssteklar. Inga underarter finns listade i Catalogue of Life.